# Carlitos Calvo
Carlos Calvo Cotelo (La Coruña, España, 27 de septiembre de 1923) es un exfutbolista español que se desempeñaba como centrocampista.

## Clubes
| Club                         | País   | Año       |
| ---------------------------- | ------ | --------- |
| R. C. Deportivo de La Coruña | España | 1944-1954 |